# Livre para Voar
Livre para Voar é uma telenovela brasileira produzida e exibida pela TV Globo de 17 de setembro de 1984 a 13 de abril de 1985, em 179. Sucedeu Amor com Amor Se Paga e foi sucedida por A Gata Comeu, sendo a 29ª "novela das seis" exibida pela emissora.
Escrita por Walther Negrão, com a coautoria de Alcides Nogueira, foi dirigida por Wolf Maya e Fred Confalonieri, com direção de produção de Carlos Henrique de Cerqueira Leite.
Conta com as atuações de Tony Ramos, Carla Camurati, Elias Gleizer, Laura Cardoso, Nívea Maria, Carlos Augusto Strazzer e Dora Pellegrino.

## Enredo
O misterioso Pardal esconde seu nome verdadeiro e seu passado ao chegar à cidade mineira de Poços de Caldas. Fica amigo de Pedrão, um ex-maquinista, e faz de um antigo vagão a sua residência. Conhece Gibi, um menino fugido de um orfanato, levando-o para morar consigo no vagão. Enquanto usa de ferro-velho para desenvolver sua arte, Pardal conhece a doce Cristina, herdeira e pretensa funcionária de uma fábrica de cristais, apaixonando-se pela moça.
Mas ele não sabe que Cristina, na realidade, é Bebel, filha do falecido proprietário da fábrica, J. J. , a qual, após a morte do pai, retorna de Portugal para tomar conta dos negócios. Bebel, então desconhecida de todos, se infiltra na empresa como a moça do cafezinho, para descobrir quem está por trás da morte do pai.
Ao mesmo tempo em que Bebel é Cristina e se apaixona verdadeiramente por Pardal, é assediada na diretoria da empresa por Danilo, um boa vida e mau caráter que mantém um relacionamento doentio com a neurótica Helena. Ao descobrir a verdadeira identidade de Cristina, Pardal renega Bebel, mas esquece que ele mesmo tem muito a esconder, a começar por seu verdadeiro nome, Paulo Alberto Ramos de Almeida Lima, um arquiteto de Belo Horizonte.

## Elenco
| Interprete              | Personagem                                    |
| ----------------------- | --------------------------------------------- |
| Tony Ramos              | Paulo Alberto Ramos de Almeida Lima (Pardal)  |
| Carla Camurati          | Maria Isabel Jardim Julião (Bebel) / Cristina |
| Carlos Augusto Strazzer | Danilo                                        |
| Dora Pellegrino         | Helena                                        |
| Elias Gleizer           | Pedro (Pedrão)                                |
| Laura Cardoso           | Carolina                                      |
| Nívea Maria             | Beatriz (Bia)                                 |
| Edney Giovenazzi        | Álvaro                                        |
| Suzana Faini            | Marta                                         |
| Cássia Kiss             | Verona                                        |
| Abrahão Farc            | Seu Lau                                       |
| Cássio Gabus Mendes     | Luís Eduardo (Edu)                            |
| Thaís de Campos         | Júlia (Julinha)                               |
| João Carlos Barroso     | Alvinho                                       |
| Vera Gimenez            | Lygia                                         |
| Jorge Cherques          | Max                                           |
| Elizabeth Henreid       | Dona Xida                                     |
| Élida L'Astorina        | Tuca                                          |
| Rodolfo Bottino         | Jairo (Jajá)                                  |
| Denise Milfont          | Jandira Montes da Silva (Janda)               |
| Débora Fucs             | Suzana                                        |
| Tiago Santiago          | Joaquim (Quim)                                |
| Cássia Foureaux         | Maria do Rosário (Rô)                         |
| Alexandre Frota         | Cecílio                                       |
| Oswaldo Campozana       | Seu Eurico                                    |
| Cléa Simões             | Iracema (Cema)                                |
| Guida Viana             | Divina                                        |
| Paulo César Grande      | Calio                                         |
| Eliane Maia             | Ivone                                         |
| Tony Vermont            | "Tio"                                         |
| Beto Sutter             | Caniço                                        |
| Fernando Almeida        | Gibi                                          |

### Elenco de apoio
- Jorge Dória - Jardim Julião (J. J.)
- Rogério Fróes - Dr. Geraldo
- Glauce Graieb - Aretusa Campobello
- Cláudio Corrêa e Castro - Dr. Mário (obstetra de Bebel, substituído pelo Dr. Sérgio)
- Alfredo Murphy-  Ernesto (amigo de Álvaro na clínica de reabilitação, no início)
- David Pinheiro - Macedo (homem para quem Danilo deve dinheiro de jogo)
- Edyr de Castro - mãe do menino supostamente atropelado por Pardal, subornada por Max
- Felipe Wagner - promotor no julgamento de Pardal
- Gilda Sarmento - Jurema (dona da pensão onde Edu vai morar)
- Jonas Bloch -  Comandante Ferrari (do navio onde Beatriz embarca para uma viagem à Europa)
- Miguel Falabella - Dr. Sérgio (novo obstetra de Bebel, em substituição ao Dr. Mário, no final)
- Thelma Reston- Zuzu
- Marcos Miranda - delegado quando Pardal é preso em São Paulo
- Mary Daniel  - Cilica
- Miguel Falabella - Dr. Sérgio
- Soraia D’Avilla– Rita (amiga de Alvinho, Quim e Cecílio, sempre na lanchonete)
- Solange Theodoro - Camila Campobello
- Mary Daniel - Cilica (amiga de Marta e Zuzu, da Liga das Damas Beneméritas)
- Miguel Rosenberg - Dr. Noronha (médico que atende Pedrão, depois atende Edu, depois Pedrão de novo)
- Nina de Pádua - Carmem (mulher de Alfredo, o sobrinho de Max, estava junto quando ele atropelou o garoto)
- Rogério Fróes - Dr. Geraldo Cunha (novo advogado que Bebel contrata para Pardal)
- Walther Negrão - com um cliente de Gibi na cadeira de engraxate no Palace Hotel (figuração)
- Wolf Maya - padre que celebra o casamento de Helena e Danilo (apenas a voz)
- Clarice Derzié Luz - Heloísa (Helô)
- Chico Tenreiro – Dr. Mauro (médico de Álvaro na clínica de reabilitação, no início)
- Orion Ximenes - Arqueu
- Eduardo Figueiredo - Carlos (Carlão)

## Produção
A produção teve como cenário para gravação a cidade de Poços de Caldas, estância hidromineral. Foi a primeira novela de Rodolfo Bottino, Tiago Santiago, Dora Pellegrino, Guida Vianna, Alexandre Frota e Denise Milfont. As esculturas que Pardal (Tony Ramos) fazia na novela, eram feitas pelo artista Jorge de Salles. O personagem maquinista Pedrão (Elias Gleiser), foi criado por Walther Negrão em homenagem ao seu pai, que também era maquinista.
A Censura da ditadura militar quase impediu que Walther Negrão abordasse os problemas do alcoolismo na trama. Para dar prosseguimento à história, o autor e a Globo prestaram esclarecimentos ao governo, principalmente sobre os motivos do tema estar sendo abordado e sobre os desfechos da história.

## Controvérsias
Em entrevista ao podcast Não é Nada Pessoal, Alexandre Frota acusou Wolf Maya de assédio quando gravava a novela Livre para Voar, em 1984.: "O Wolf me chamou no quarto e veio com aquele papo: 'Tira a calça aí e o caramba'. E eu meio que corri por dentro do quarto e falei: 'Porra, Wolf, tá louco?'. E peguei e saí do quarto". Frota continua: "Engraçado que depois disso eu fiz a novela, a gente estourou, fiz outros trabalhos [com o Wolf], e fiz o Blue Jeans [espetáculo teatral dirigido por Maya]. E ele nunca tocou no assunto comigo, tipo: 'Pô, tu lembra quando a gente estava fazendo Livre Pra Voar...'" O diretor nega o relato de Alexandre Frota e diz que era o ex-ator que buscava ter relações sexuais com ele.

## Exibição
Foi reexibida pelo Vale a Pena Ver de Novo de 13 de outubro de 1986 a 24 de abril de 1987, substituindo Paraíso e sendo substituída por Vereda Tropical, em 140 capítulos.

### Outras Mídias
Em 20 de novembro de 2023, foi disponibilizada na íntegra pelo Globoplay, como parte do Projeto Resgate.

## Recepção
O crítico Artur da Távola em seu balanço ao final de Livre Para Voar no jornal O Globo em 14 de abril de 1985, destacou o elenco e a produção do folhetim de Walter Negrão, no entanto afirmou que a novela foi "normal" e que a faixa das seis precisava de uma renovação urgente. Enquanto Ismael Fernandes em seu livro Memória da Telenovela Brasileira teve uma análise mais negativa sobre o enredo telenovela: "O centro gerador da trama era inconsistente, frágil. Ele – Pardal (Tony Ramos) – vivendo ilegalmente e amparando um menor abandonado – Gibi (Fernando Almeida). Ela – Bebel (Carla Camuratti) – se empregando em sua própria firma disfarçada de humilde moça do café".
Teve média geral de 39 pontos na exibição original e 21 pontos na reprise pelo Vale a Pena Ver de Novo.

## Trilha sonora

### Nacional
- "Recado (Meu Namorado)" – Joanna (tema de Julinha e Edu)
- "Sementes do Amanhã" – Erasmo Carlos (tema de Pardal e Gibi)
- "Amor Eterno" – Elba Ramalho (tema de Bia)
- "Tic-Tic Nervoso" – Magazine (tema do núcleo jovem)
- "Chico" – Renato Teixeira (tema de Pardal)
- "Este Seu Olhar" – Nara Leão
- "Ao Que Vai Chegar" – Toquinho (tema de abertura)
- "Veneno (Veleno)" – Marina (tema de Helena e Danilo)
- "Paixão" – Herman Torres (tema de Jajá e Janda)
- "Novas Emoções" – Hyldon (tema de Verona)
- "Sinal de Paixão" – Willie de Oliveira
- "Deixa Pra Lá" – Dafé (tema de Pedrão)
- "Rosa de Maio" – Leno (tema de Bebel)
- "Semente de Tudo" – Zé Geraldo (tema de Pardal)

### Internacional
- "Drive" – The Cars (tema de Bebel e Pardal)
- "Careless Whisper" – George Michael (tema de Edu e Julinha)
- "Boys Do Fall In Love" – Robin Gibb (tema do núcleo jovem)
- "Hold Me" – Teddy Pendergrass and Whitney Houston (tema de Jajá e Janda)
- "You Get The Best From Me (Say, Say, Say)" – Alicia Myers (tema de Lígia)
- "Once Again" – Damaris Carbaugh (tema de Bebel)
- "If We Believe" – Morris Albert and Rebecca Godinez
- "Do What You Do" – Jermaine Jackson (tema de Helena e Danilo)
- "The Last Time I Made Love" – Joyce Kennedy & Jeffrey Osborne (tema de Verona e Álvaro)
- "I Can Dream About You" – Dan Hartman (tema geral)
- "You're My Woman, You're My Lady" – Tyzik (tema de Bia)
- "Just The Way You Like It" – The S.O.S. Band
- "Nobody Loves Me Like You Do" – Anne Murray featuring Dave Loggins (tema de Verona e Danilo)
- "Love Theme" – Love Sound Orchestra (tema de Bebel)